# گرگوری مانژن
 گرگوری مانژن (انگلیسی: Gregory Mangin؛ زاده ۱ نوامبر ۱۹۰۷ درگذشته ) یک تنیس‌باز اهل ایالات متحده آمریکا بود.